# Российская археология
«Росси́йская археоло́гия» (при основании и до 1992 года — «Советская археология») — российский научный журнал в области археологии. Издаётся с 1957 года. В 1936—1959 годах издание существовало как непериодический альманах под тем же названием, вышло 30 томов.
Выходит 4 раза в год на русском языке. Является центральным периодическим археологическим изданием России, распространяется в РФ, странах ближнего и дальнего зарубежья.
Публикуемые материалы группируются по разделам-рубрикам: статьи, дискуссии, публикации, заметки, археологические коллекции в музеях, история науки, критика и библиография, хроника. Журнал публикует информацию о новейших археологических открытиях, материалы по истории археологии, тематические библиографические обзоры, рецензии на российскую и зарубежную археологическую литературу, информацию о конференциях, симпозиумах, конгрессах.
Включён в список научных журналов ВАК.
Публикационная активность журнала (за период с 2008 по 2014 гг.)
- Двухлетний импакт-фактор РИНЦ (по годам):[1]

| 2008  | 2009  | 2010  | 2011  | 2012  | 2013  | 2014  |
| 0,107 | 0,117 | 0,103 | 0,220 | 0,185 | 0,235 | 0,191 |

- Пятилетний импакт-фактор РИНЦ (по годам):

| 2008  | 2009  | 2010  | 2011  | 2012  | 2013  | 2014  |
| 0,162 | 0,217 | 0,117 | 0,174 | 0,176 | 0,191 | 0,207 |

## Главные редакторы
- 1957—1978 — член-корреспондент АН СССР А. В. Арциховский
- 1979—1987 — академик Б. А. Рыбаков
- 1988—1994 — доктор исторических наук С. А. Плетнёва
- 1994—2002 — доктор исторических наук В. И. Гуляев
- с 2002 года — член-корреспондент РАН Л. А. Беляев

## Редакционная коллегия
В состав редколлегии входят: акад. Х. А. Амирханов, акад. А. П. Бужилова, член-корр. РАН П. Г. Гайдуков, к.и.н. А. Н. Гей, д.и.н. Д. С. Коробов (зам. главного редактора), д.и.н. Н. А. Кренке, д.и.н. В. Д. Кузнецов, к.и.н. О. С. Румянцева (отв. секретарь), д.и.н. А. В. Чернецов.